# Cuaespinós ardent
El cuaespinós ardent (Synallaxis rutilans) és una espècie d'ocell de la família dels furnàrids (Furnariidae).
Habita la selva pluvial i vegetació secundària de les terres baixes per l'est dels Andes, des del sud-est de Colòmbia, sud de Veneçuela i Guaiana, cap al sud, a través de l'est d'Equador i est de Perú fins al nord de Bolívia i nord del Brasil.